# Rise & Shine
Rise & Shine è un album in studio di John Kay & Steppenwolf, pubblicato nel 1990.

## Tracce
1. Let's Do It All
2. Time Out
3. Do or Die
4. Rise and Shine
5. The Wall
6. The Daily Blues
7. Keep Rockin'
8. Rock 'N Roll War
9. Sign on the Line
10. We Like It, We Love It (We Want More of It)

## Formazione
- John Kay – chitarra, voce
- Rocket Ritchotte – chitarra, cori
- Michael Wilk – tastiera, basso, programmazione
- Ron Hurst – batteria, cori